# Balanus
Balanus ou bolota do mar é um gênero de crustáceo da família Balanidae. Encontrado em zonas costeiras e de pouca profundidade superficial, embora possa ser visto esporadicamente vivendo fora da água.
Os indivíduos da colônia vivem numa relação de inquilinismo. Colonizam pedras, rochas, conchas, postes e todo tipo de objetos da costa, situados acima da linha da maré, sendo encontrados em quase todos os mares.
Seu corpo é totalmente envolto por uma concha ou carapaça pétrea branca-cinzenta que o protege, cujo tamanho varia entre 5 milímetros e 10 centímetros. Tem a forma de um cone para cima, com aproximadamente um centímetro, consistindo de seis placas, e fixa-se nas rochas pela base.
A vida ativa do organismo só pode ser observada dentro da água, quando a carapaça se abre e, de dentro, saem dois apêndices ramificados que batem regularmente na água para a captura de alimentos, chamados "cirrus".
Em seu corpo é possível ainda ver o opérculo que dá forma aos cirrus, e lembra um tentáculo de um polvo. As balanus se alimentam de plânctons que entram pelo opérculo, arrastados pela corrente de água produzida pelos cirrus.
As balanus são os cirrípedos mais abundantes após as "anatifas" (lepas) e cracas (mitella). São encontradas em abundância sobre as conchas de mexilhões.
Para a indústria naval, as balanus representam um problema, já que elas se fixam nos cascos de navios, formando camadas que impedem uma boa navegação, causando danos. Outras balanus, de 2 a 3 centímetros de diâmetro aproximado, vivem sobre as baleias, onde ficam enraizadas na pele e no tecido adiposo, podendo causar males ou não (uma vez que sua relação interespecífica poderia ser considerada inquilinismo ou parasitismo, conforme a situação) aos cetáceos.

## Espécies
- Balanus balanus (Linnaeus, 1758)
- Balanus bloxhamensis Weisbord, 1966
- Balanus borsodensis Kolosváry, 1952
- Balanus calidus Pilsbry, 1916
- Balanus campbelli Filhol, 1886
- Balanus chisletianus Sowerby, 1859
- Balanus citerosum Henry, 1973
- Balanus connelli Cornwall, 1927
- Balanus crenatus Bruguiére, 1789
- Balanus curvirostratus Menesini, 1968
- Balanus darwinii Seguenza, 1876
- Balanus ecuadoricus Pilsbry & Olson, 1951
- Balanus flosculoidus Kolosváry, 1941
- Balanus gizellae Kolosváry, 1967
- Balanus glandula Darwin, 1854
- Balanus hohmanni Philippi, 1887
- †Balanus humilis Conrad, 1846
- †Balanus imitator Zullo, 1984
- Balanus irradians Zullo & Guruswami-Naidu, 1982
- Balanus irregularis Broch, 1931
- Balanus kanakoffi Zullo, 1969
- Balanus kondakovi Tarasov & Zevina, 1957
- Balanus laevis Bruguiere, 1789
- Balanus laguairensis Weisbord, 1966
- Balanus leonensis Weisbord, 1966
- Balanus microstomus Philippi, 1887
- Balanus minutus Hoek, 1913
- Balanus mirabilis Krüger, 1912
- Balanus newburnensis Weisbord, 1966
- Balanus nubilus Darwin, 1854
- Balanus ochlockoneensis Weisbord, 1966
- Balanus pannonicus Kolosváry, 1952
- Balanus parkeri Zullo, 1967
- Balanus perforatus Bruguiére, 1789
- Balanus poecilus Darwin, 1854
- Balanus polyporus Pilbry, 1924
- Balanus provisoricus Kolosváry, 1961
- Balanus pulchellus Ren, 1989
- Balanus rhizophorae Ren & Liu, 1978
- Balanus rostratus Hoek, 1883
- Balanus sauntonensis Parfitt, 1871
- Balanus similis Weltner, 1922
- Balanus spongicola Brown, 1844
- Balanus subalbidus Henry, 1974
- Balanus tamiamiensis Ross, 1964
- Balanus trigonus Darwin, 1854
- Balanus tuboperforatus Kolosváry, 1962
- Balanus tumorifer Kolosváry, 1962
- Balanus uliginosis Henry, 1973
- Balanus vadaszi Kolosváry, 1949
- Balanus veneticensis Seguenza, 1876
- Balanus withersi Pilsbry, 1930

A espécie Balanus balanoides foi reclassificada como Semibalanus bailanoides na família Archaeobalanidae, devido à sua membrana base.